# 湯姆·盧辛格
湯姆·盧辛格（英語：Tom Luchsinger；1991年2月28日—）是一位美國游泳運動員，畢業於北卡羅來納大學，他擅長蝶泳。他代表美國參加了2013年世界游泳錦標賽。他是一位已經出軌的同性戀者。